# Diego Fernández de Córdoba y Lasso de Castilla
Diego Fernández de Córdoba y Lasso de Castilla (m. 1624) va ser un noble i religiós castellà que ocupà una canongia a la catedral de Sevilla i va ser senyor de diverses viles al regne de Granada, entre les quals Armuña, de la qual va esdevenir-ne primer marquès.
Va ser membre del llinatge noble dels Fernández de Córdoba. Va ser fill de Diego Fernández de Córdoba, IV senyor d'Armuña, i d'Ana María Lasso de Castilla, que havia nascut a Viena. Orientat a una carrera religiosa, va ser canonge de la catedral de Sevilla i n'arribà a ser degà. El seu germà Francisco va morir sense successió, i Diego, tot i ser religiós, va esdevenir VI senyor d'Armuña i d'altres localitats al regne de Granada. A més, el rei Felip III va decidir atorgar-li el títol de marquesat en aquesta localitat, usant la variant «Armunia», el 19 d'octubre de 1619. Tanmateix, Fernández de Córdoba no va arribar a treure'n mai despatx reial, i a la seva mort el 1624, sense descendència, el marquesat va ser concedit per Felip IV al seu nebot, Adán Centurión, de la casa d'Estepa, que era fill de la seva germana, María Fernández de Córdoba.